# Lemierre-Syndrom
Das Lemierre-Syndrom (Syn.: Postangina-Septikämie, Postanginasepsis, postanginöse Sepsis, Nekrobazillose) ist charakterisiert durch die Kombination aus eitriger Thrombophlebitis einer Drosselvene (Vena jugularis) und Auftreten septischer Embolien. Ursache der seltenen Krankheit sind in der Regel Infektionen mit anaeroben Bakterien im Mund-Rachen-Raum (z. B. Peritonsillarabszesse). In den meisten Fällen kann beim Lemierre-Syndrom das Bakterium Fusobacterium necrophorum nachgewiesen werden.

## Krankheitsbild und Pathogenese
Das Lemierre-Syndrom betrifft vor allem junge gesunde Erwachsene. Es beginnt meist mit Hals- und Nackenschmerzen, verursacht durch Abszessbildung im Bereich der Tonsillen. Anaerobe Bakterien wie z. B. Fusobakterien benötigen keinen Sauerstoff und können sich in Abszessen stark vermehren. Innerhalb relativ kurzer Zeit sind Lethargie, Fieberschübe und geschwollene Halslymphknoten zu beobachten. Leber- und Nierendysfunktionen, Durchfall, Erbrechen, Hautausschläge (Exantheme) und Übelkeit können auftreten (meist zwei Tage bis zwei Wochen nach den ersten Symptomen). Da das Krankheitsbild einer starken Grippe ähnelt, wird oft zu spät mit der dringend notwendigen Behandlung begonnen. Ebenso können bestimmte Infektionen an Herzklappen einen ähnlichen Verlauf haben, somit ist die rasche und insbesondere die richtige Diagnose nicht einfach.
Beim Lemierre-Syndrom penetrieren die Bakterien über den Abszess in die benachbarten Drosselvenen (Vena jugularis interna und/oder Vena jugularis externa). Lokal kommt es zur Entzündung und zur Bildung von Blutgerinnseln, die zu einer so genannten Jugularisvenenthrombose führen können. Charakteristisch für das Lemierre-Syndrom ist die Streuung von Bakterien (Bakteriämie) und Komponenten der lokalen Entzündungsreaktion über das Blutsystem. Infolgedessen kommt es in der Peripherie zu Verschlüssen von Blutgefäßen, zu einer so genannten septischen Embolie. Die Lungenembolie ist die häufigste Komplikation des Lemierre-Syndroms, welche jedoch aufgrund des schlechten Zustandes des Erkrankten nicht unbedingt wahrgenommen wird. Die Bakteriämie führt zu einer Sepsis mit systemischer Entzündungsreaktion und Fieber.

## Diagnose
Entscheidend für die Diagnose sind die Zusammenschau der klinischen Symptome und eine Blutkultur. Laboruntersuchungen können Anzeichen einer bakteriellen Infektion nachweisen (erhöhtes C-reaktives Protein, bzw. Neutrophilie). Eine Jugularisvenenthrombose im Rahmen des Lemierre-Syndroms kann mittels Ultraschall, Computertomographie (CT) oder Magnetresonanztomographie erkannt werden. MRSA könnte laut neuesten Erkenntnissen im Zusammenhang mit dem Lemierre-Syndrom stehen.

## Behandlung
Eine konservative Behandlung mit hochdosiertem Breitbandantibiotikum kann im Anfangsstadium und bei rechtzeitiger Diagnose der Erkrankung versucht werden. Daher müssen Patienten mit Halsschmerzen und Zeichen einer Bakteriämie und Verdacht auf das Lemierre-Syndrom mit einem Breitbandantibiotikum behandelt werden. Bei zu später Behandlung bzw. bei Späterkennung ist meist eine intensivmedizinische Therapie erforderlich. Die Letalität ist bei später Erkennung hoch, bei rechtzeitiger Behandlung liegt sie bei 4,6 %. Da Langzeitstudien fehlen, kann derzeit noch nicht klar gesagt werden, ob die thrombosierte Jugularisvene chirurgisch entfernt werden soll oder ob die langzeitige bzw. lebenslange Antikoagulation sinnvoll ist.

## Geschichte
Im Jahr 1900 wurde von P. Courmant und A. Cade erstmals eine Verbindung zwischen Infektionen des Mundrachenraumes und einer Sepsis erkannt.
Im Jahr 1922 gab es zudem diesbezüglich von Hugo Schottmüller eine Veröffentlichung.
Der Name und die erste das Syndrom charakterisierende Beschreibung des Krankheitsbildes gehen auf die Veröffentlichung des französischen Arztes André Alfred Lemierre im Jahre 1936 zurück. Er untersuchte 20 Patienten, die Zeichen des Syndroms aufwiesen. 18 Patienten starben an den Folgen der Erkrankung.